# ピクニック

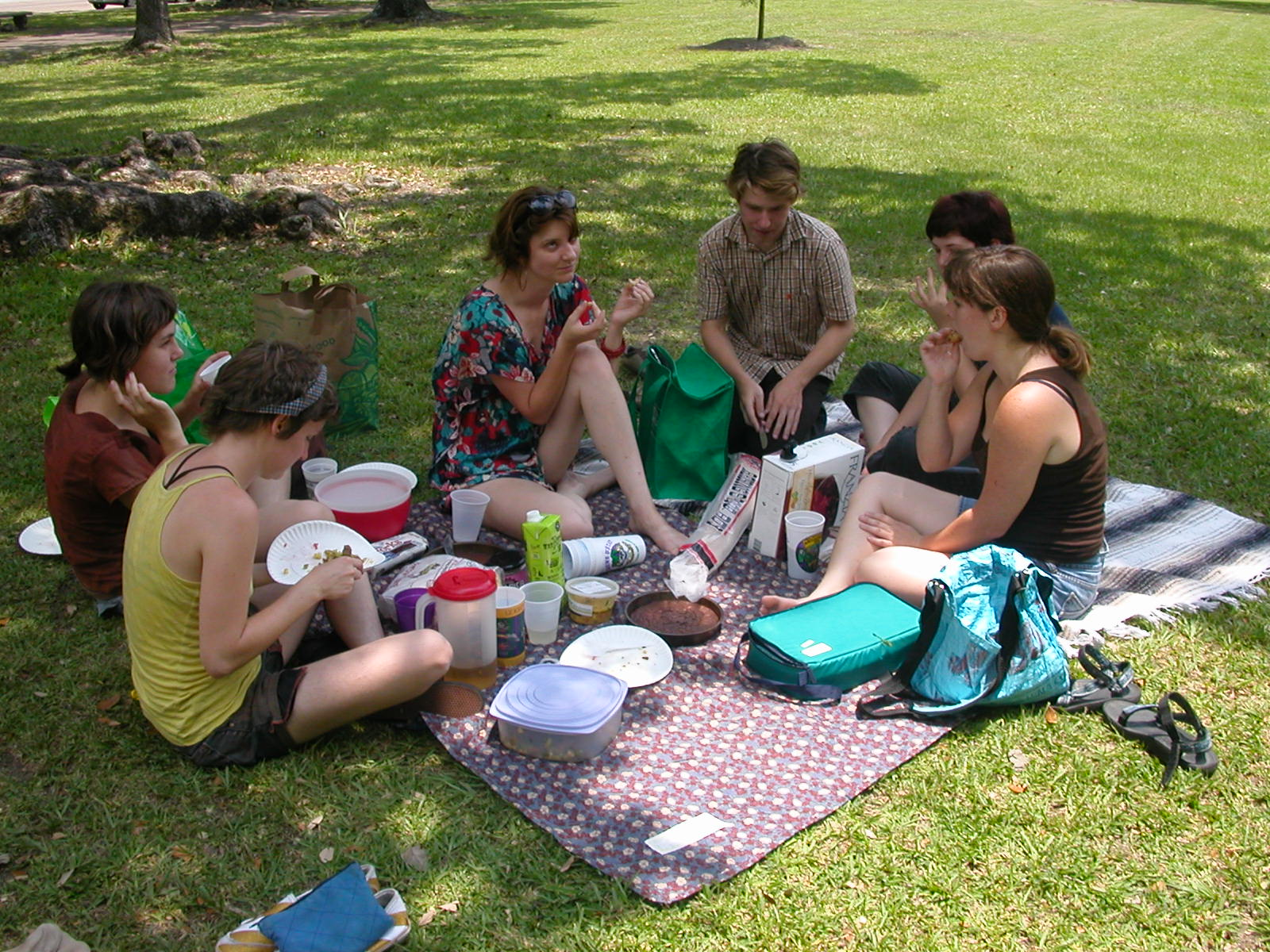
現代のピクニックの一例。
芝生の上に布を敷きその上に座り、談笑しながら食事を楽しんでいる。バゲット（細長いフランスパン）、樹脂製密閉容器に入れた食べ物、水筒に入れた飲み物、四角い大容器入りのワインなどを、リュックや布袋に入れて持参し、紙皿とプラスチックコップを使って食べている。

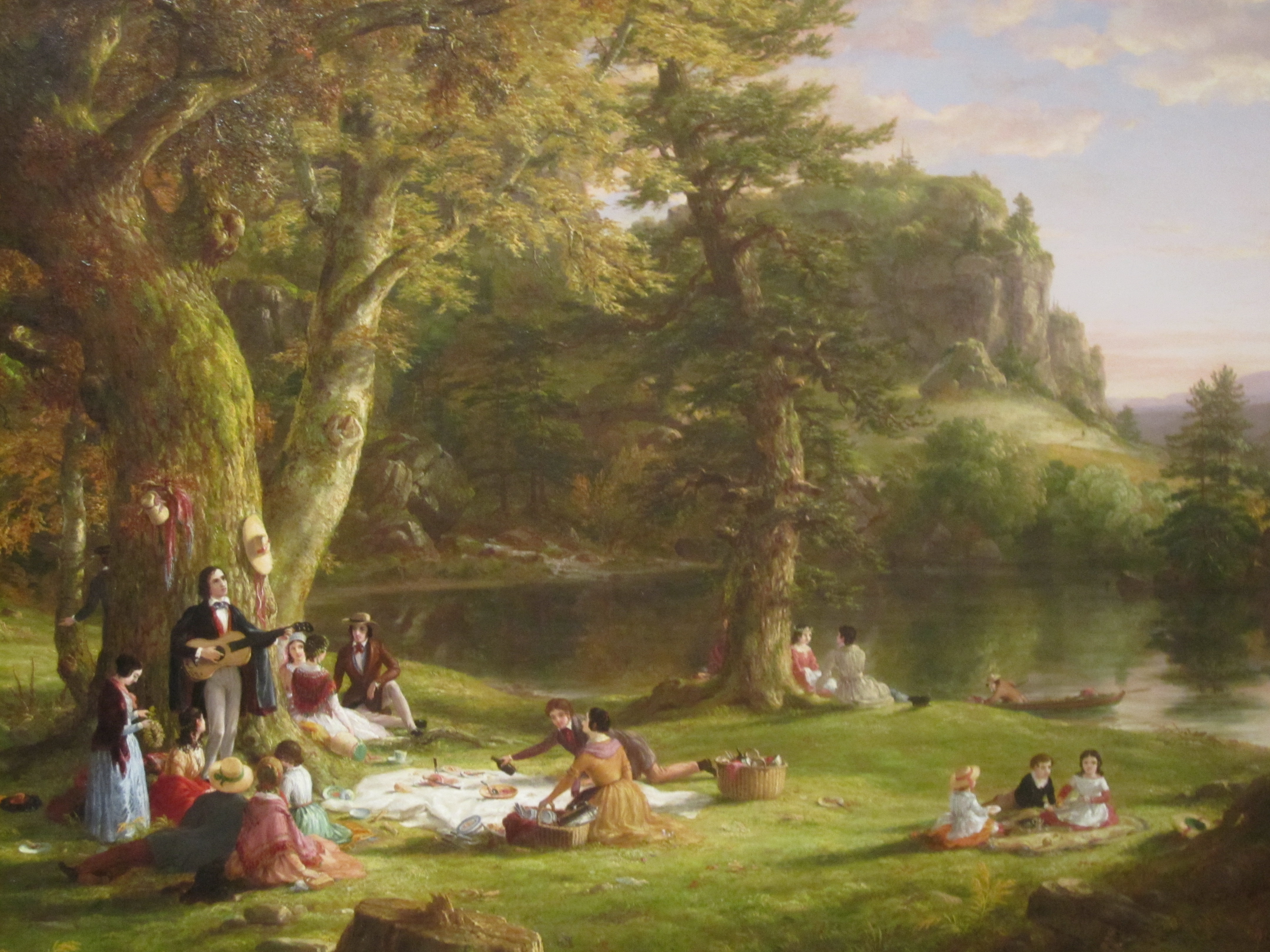
トーマス・コール画『ピクニック』。1860年以前のピクニックを描いた油絵。
湖畔の緑の上に布を広げ、そこに食べ物を置いている。大きなバスケットに、あらかじめ焼いた大きな肉の塊や、パンや、ガラスボトル入りの酒、陶器の皿やカトラリー類を入れて持参。肉は食べるつど、その場でナイフで薄くスライスしていたのだ、と判る。

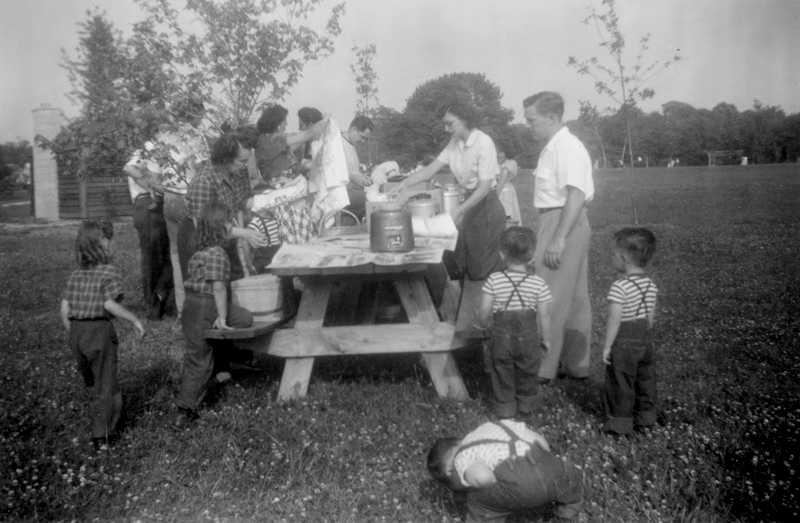
1950年米国オハイオ州コロンバスでのピクニックパーティの風景。

ピクニック（英語: picnic、フランス語: pique-nique）とは、散歩などの途中に野外で食事をすること。自然豊かな場所に出かけて、あらかじめ詰めて運んだ食べ物をそこで食べること。日本語の古語では野掛け（のがけ）という。

## 概要
人間は、建物を作り、この中で生活の様々な用を済ませる。だが、あまりに建物に篭ってばかりではストレスを感じるようにもなる。ピクニックでは、建物から出て、野山や海岸などの自然豊かな場所へ出かけて散歩などを楽しみつつ食事場所へと向かい、自然豊かな場所で食事をする。閉鎖的でマンネリ化した建物内の生活から離れ、開放的な場所で自然を満喫しつつ食事をとると、一般に、食べ物も普段よりおいしく感じられる。食事の合間の談笑も普段より楽しく感じられる。
自然豊かな場所へ出かけてゆき、そこで食事それ自体を楽しむことがピクニックである。
食事の内容としては、一般的には、あらかじめ自宅で（運びやすい）料理を用意し、それを持ってゆく。たとえば弁当・サンドイッチ・果物などである。食事をできる場についたら、「ピクニックシート」や布類を広げてその上に腰を下ろして食事を始めてもよい。公園などでピクニック用のテーブルと椅子があらかじめ設置してある場所ならば、それを利用して食事をしても良い。そして、ゆっくりと食事をすることを楽しむ。
似たような行楽にはハイキングがあるが、こちらは「てくてく歩く」という意味であり、食事はしなくても「ハイキング」である。ピクニックはただ野外を移動することよりも、食事することのほうに重点が置かれており、食事をしなければ「ピクニック」ではない。
なお、ピクニックではパッキングした食べ物を持ってゆく。バーベキューセットや屋外用調理用熱源まで持参して、その場で本格的に調理まで行うと、これは「ピクニック」というよりは、どちらかと言うと「デイキャンプ」（＝日中だけに行うキャンプ）の類となる。

## 歴史

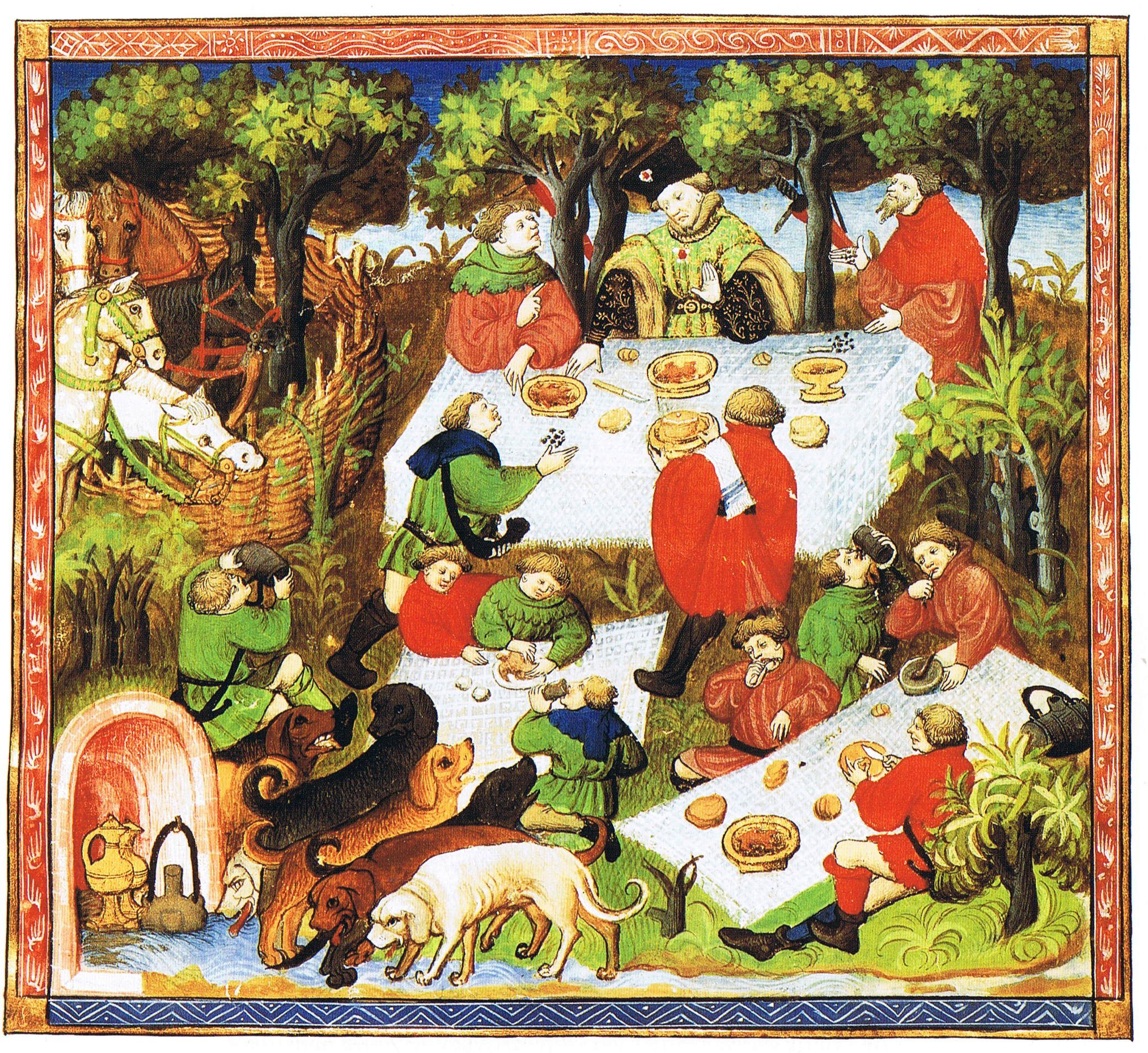
貴族のピクニック15世紀の図版
下に描かれた使用人たちのほか、左下には猟犬もおり、大所帯で戸外に繰り出している様子がうかがえる。

ピクニックという風習は、ヨーロッパ貴族の狩猟遊びで栄えた。貴族たちは使用人（召使い）も同行させ、ピクニックの場で配膳させるなど、戸外で食事をすることを贅をこらして楽しんだ。
18世紀末（1789年）にはフランスで国民がフランス革命を起こし、人々を食い物にして贅沢三昧の生活をしている国王や貴族を打ち倒し、国民のための政府、共和制の国をつくることに成功した。こうして19世紀には、ヨーロッパ諸国で傲慢で強欲な貴族や王を排除し、国民が主役となってゆくことに成功する国が増えていった。
そして（王族・貴族に食い物にされなくなったので）裕福になる人々の割合が増えていき、こうした裕福な人々がピクニックも楽しむようになった。19世紀に登場した裕福な人々は（さすがに使用人を同伴するようなことはあまりなかったが）、ピクニック用の食器・カトラリーのセットをカバンにきれいに詰めて持参し、それなりに贅沢に食事を楽しむ、ということが行われた。

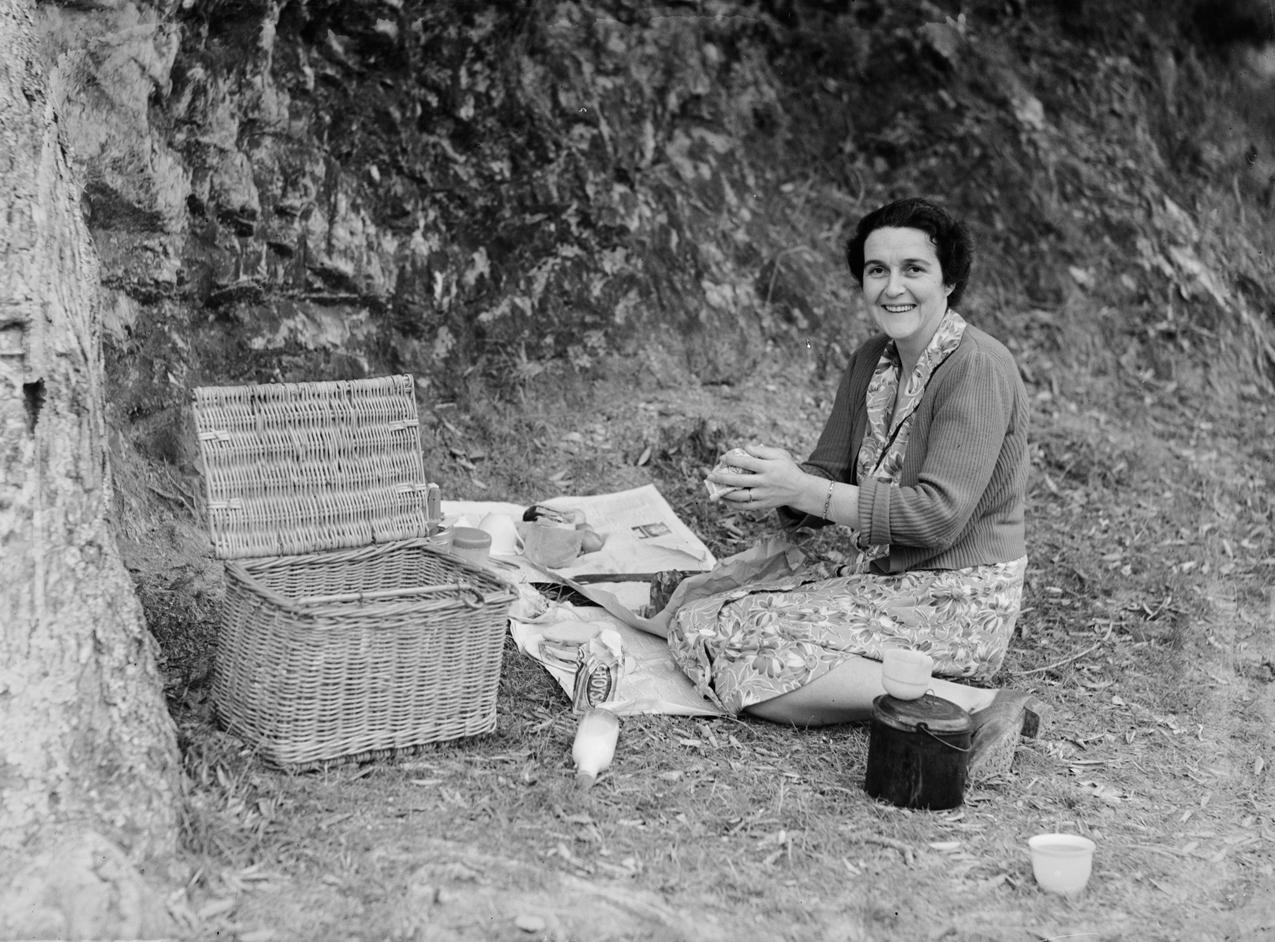
1940年ころの米国で、ピクニックの準備をする女性。
当時の定番のひとつでもある「ピクニックバスケット」から新聞紙、カトラリー、陶製コップ、皿、サンドイッチかパンケーキのような食べ物、鍋に入った食べ物などを取り出し、新聞の上にそれらを並べている。

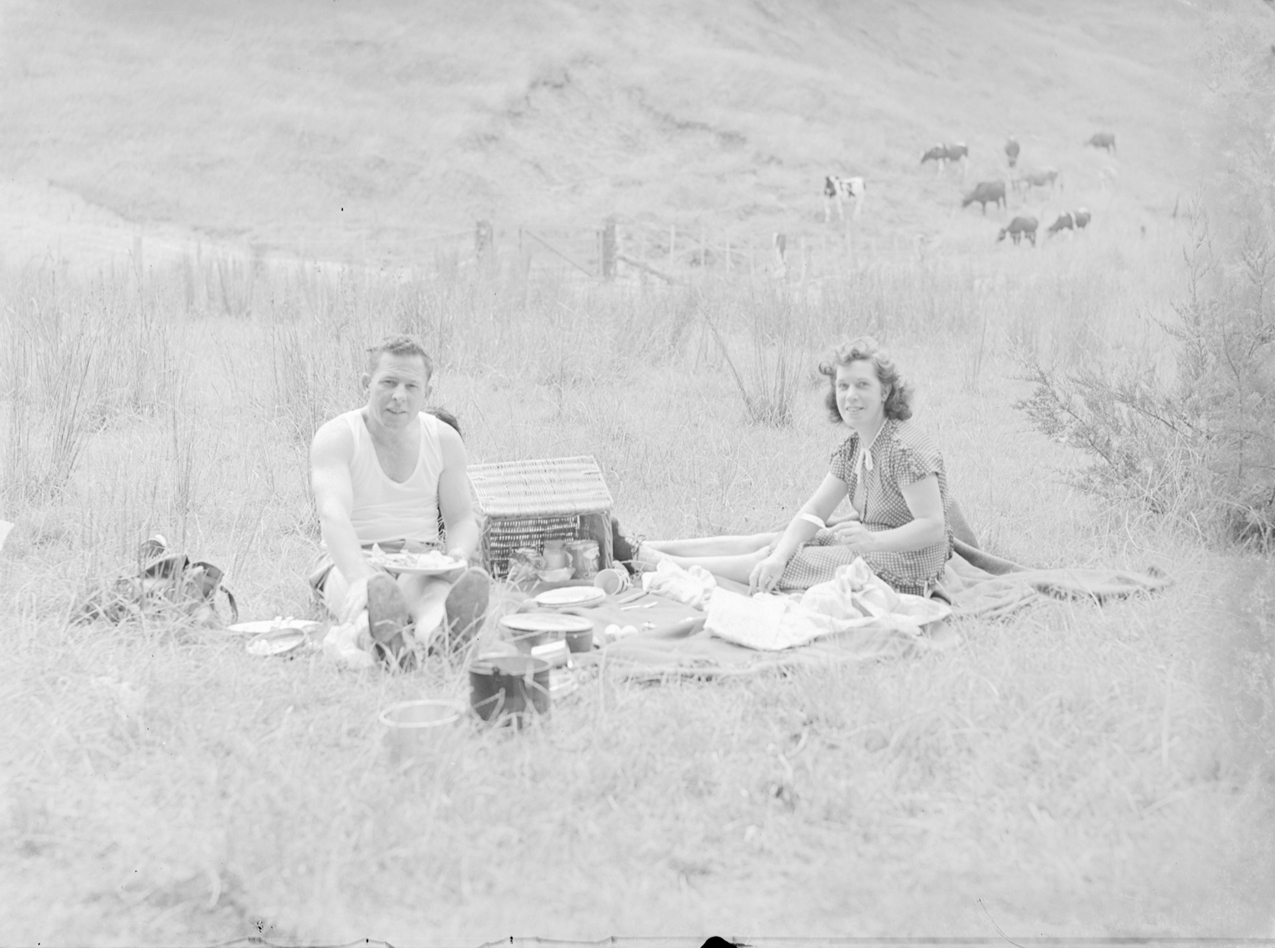
米国、ピクニックをするカップル。
やはりバスケットに入れて、鍋入りの食べ物やカトラリーや皿を持参している。

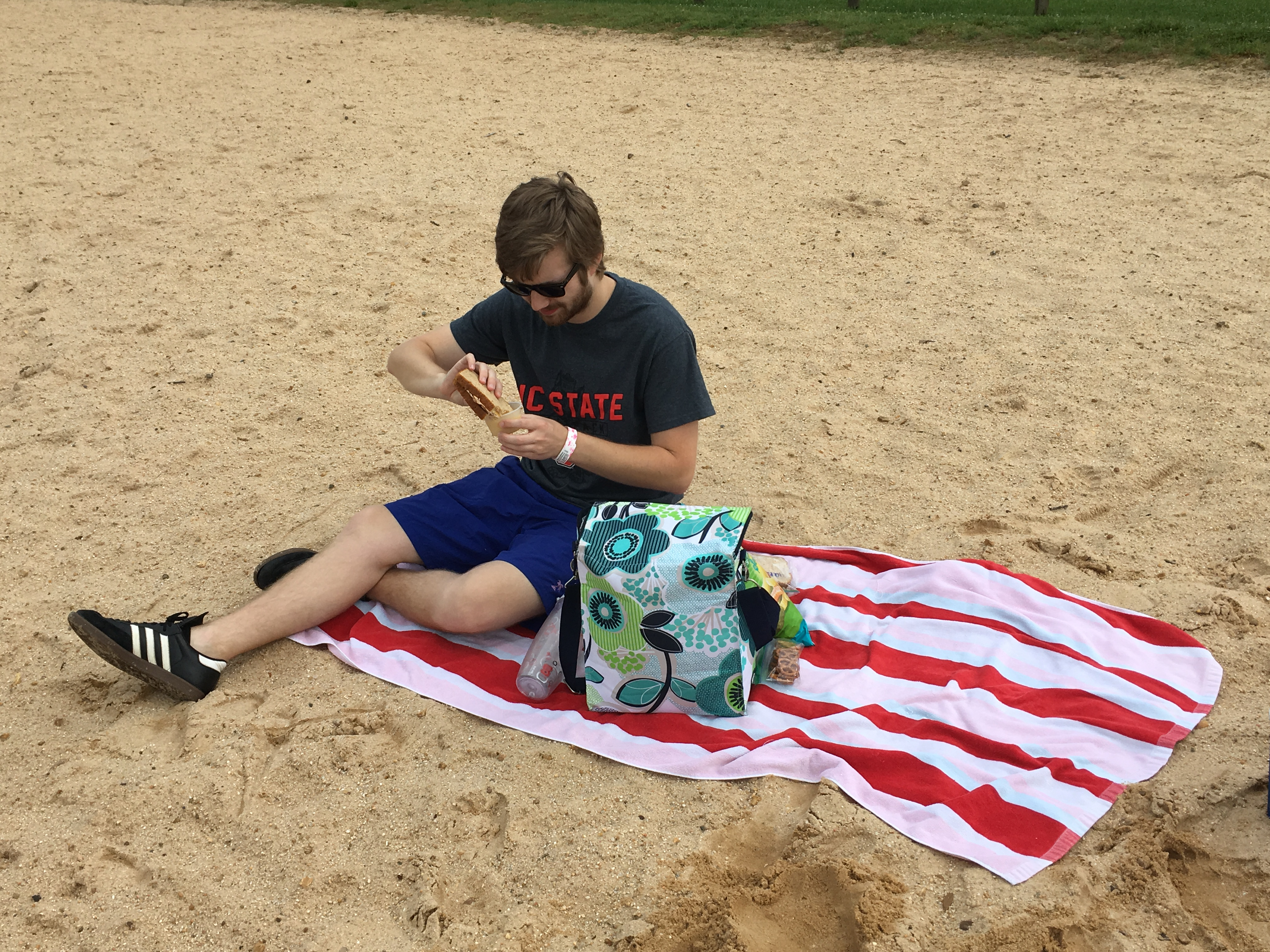
2016年のビーチでピクニックをする男性。ショルダーバッグにサンドイッチと水筒と布を入れて持参。皿やカトラリーは持参していない。

アメリカ合衆国では、20世紀初頭からフォード・モデルTなどの安価な自動車が大量生産されるようになり、最初はセレブリティから普及が進み、彼らは自動車でピクニックに出かけられるようになり、さらに1920年代や1930年代には一般層でも買える価格帯でも大衆車が販売されるようになり、一般大衆も自動車でピクニックに出かけるようになった。
一般大衆もピクニックを楽しむようになると（大衆化）、彼らによってさらに簡単な食事でピクニックを楽しむ、ということが行われるようになり、食器を使わないでも食べられるようなサンドイッチを持参する、ということも一般的になった。
日本では、1888年、横浜壮年協会が「ピクニック＝パーチー」と称して野外遊歩を実施した。
ピクニックセットの変遷

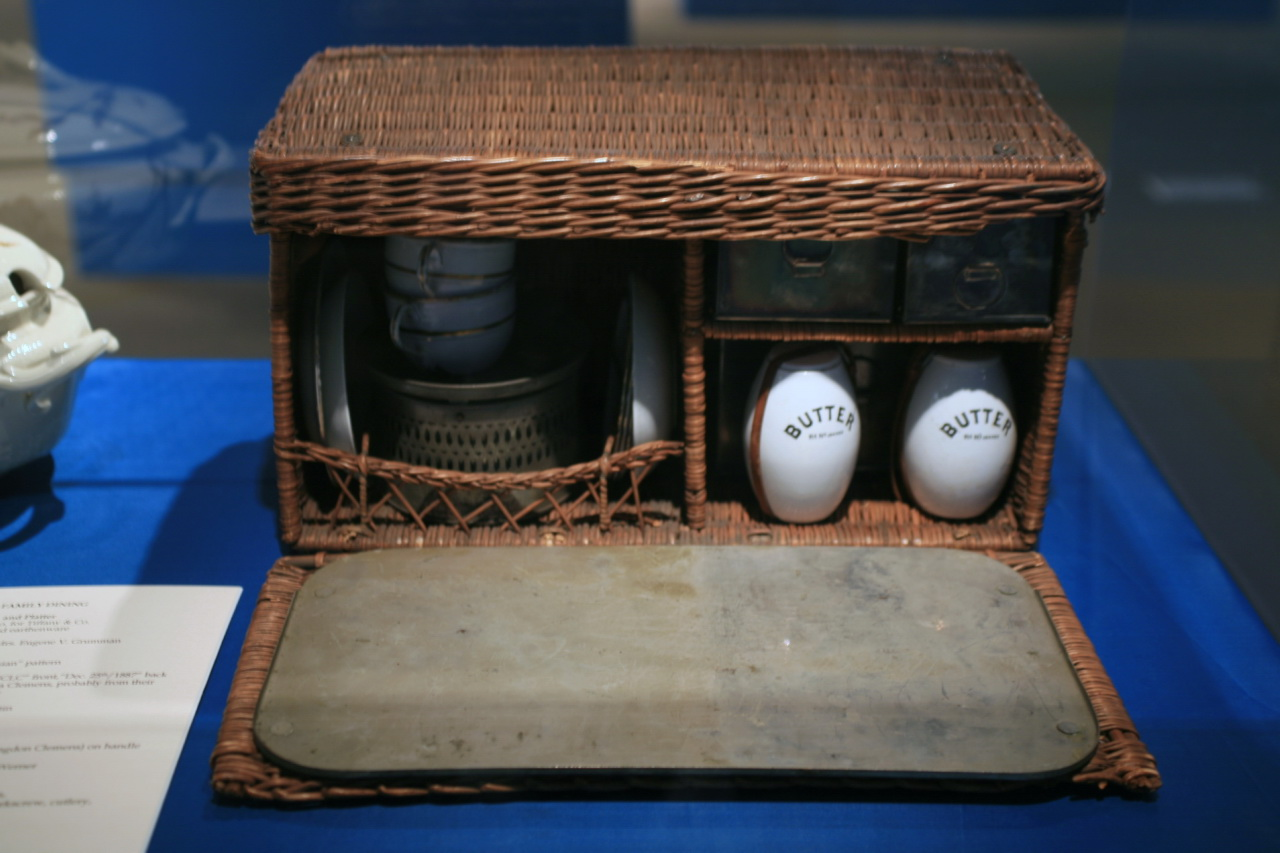
1835年 - 1910年の米国に生きたマーク・トウェインの展示館・博物館であるマーク。トウェイン・ハウス（英語版）に展示されているピクニックバスケット。陶製の皿や、陶製の塩入れなどが入っている。
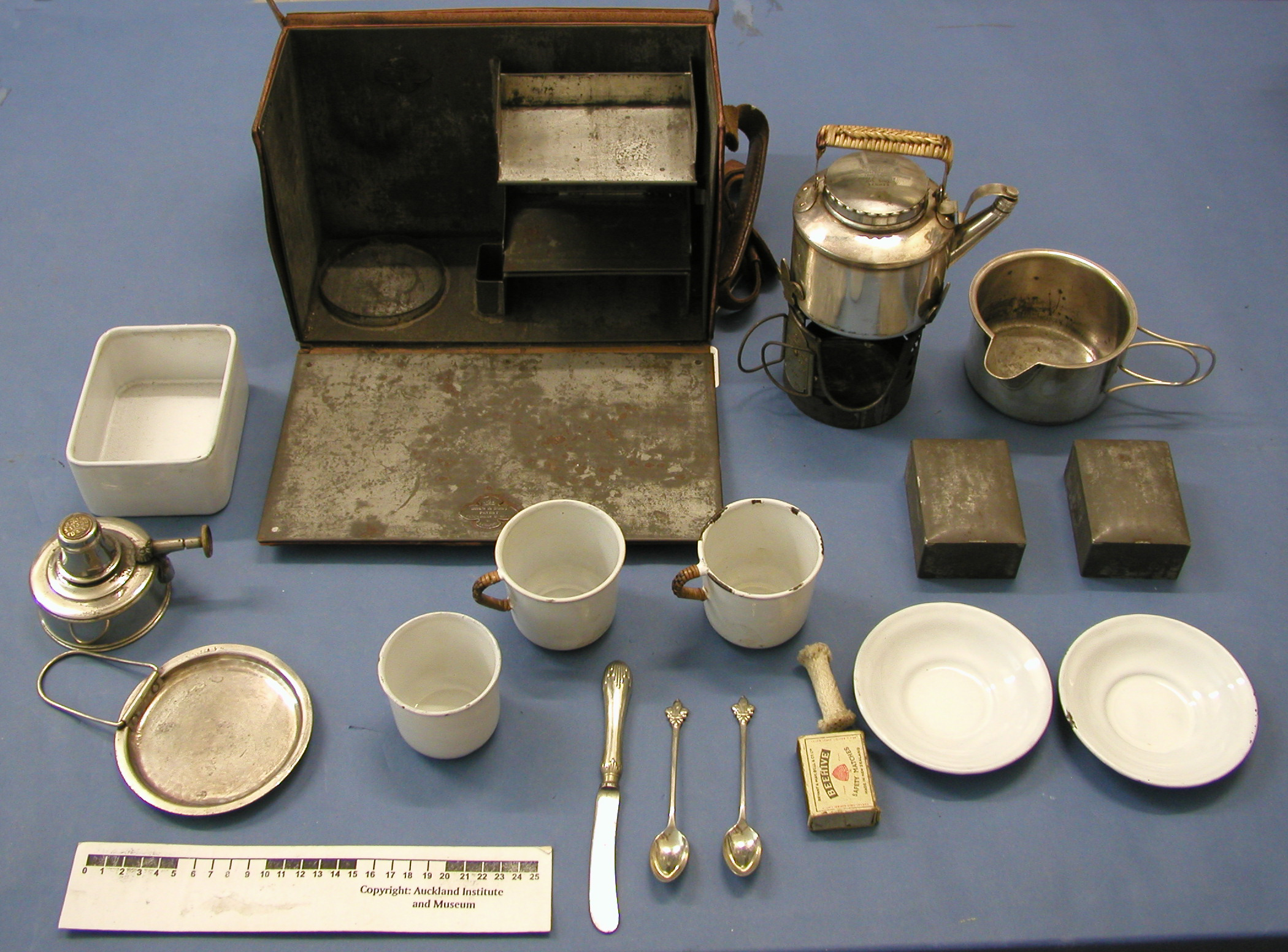
イギリスエドワード7世在位時代（1901年 - 1910年）のピクニックセット。ホーロー製のカップやカップ皿、金属製スプーン、お湯を沸かすための金属製ヤカンとバーナーなどが、内側が金属で外側が革製のケースに入っている。イギリスなのでティーにこだわっている。
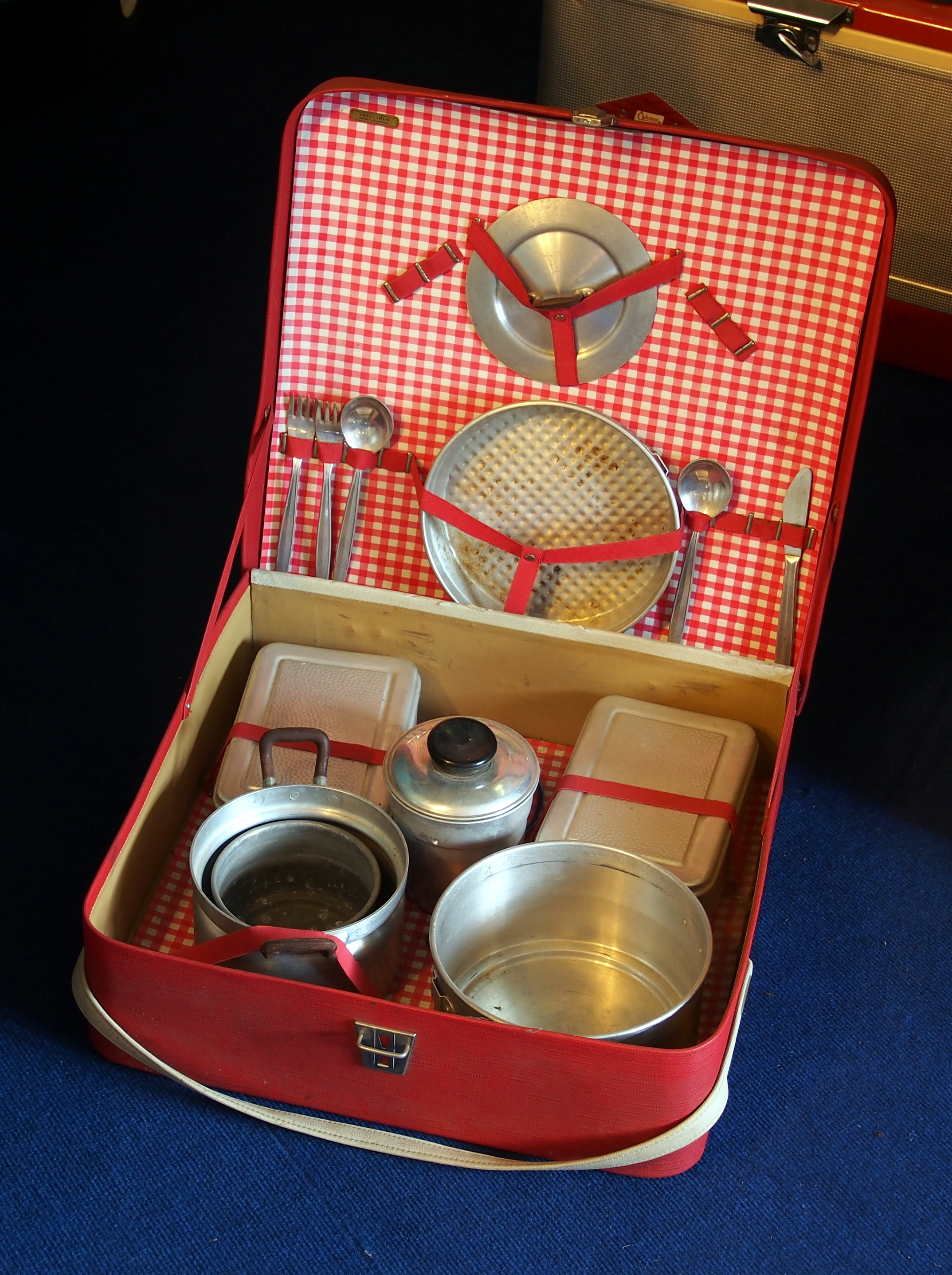
オランダのTerug in de Tijd博物館に展示されているアルミ製のピクニックセット。
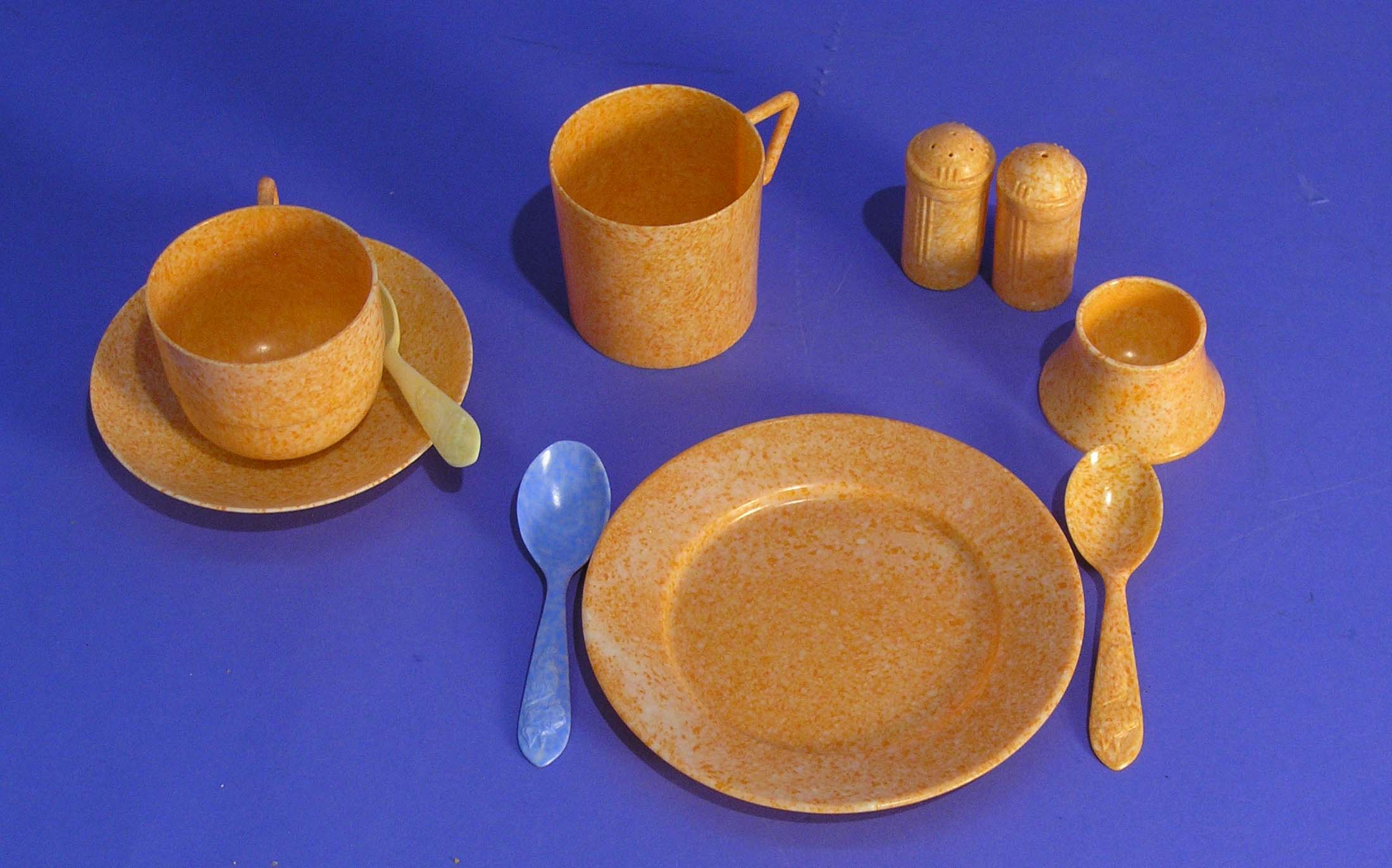
1930年代あるいは1940年代のピクニックセット。メラミン樹脂製。
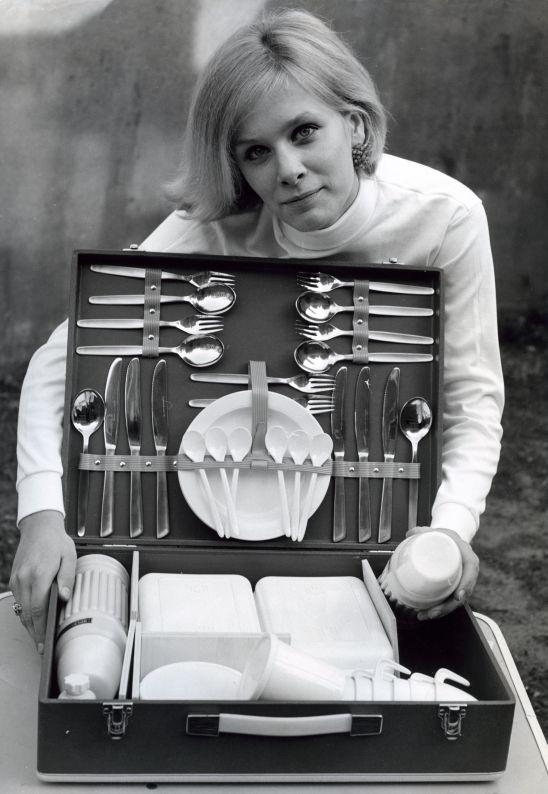
1960年代の米国の、カバン入りピクニックセット。カトラリー、（樹脂製の）皿類、魔法瓶などが入っている。

## さまざまなスタイルやマナー

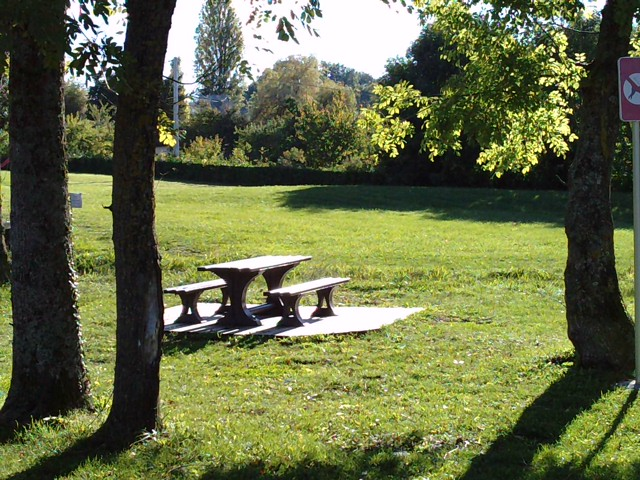
人々にピクニックを容易に楽しんでもらうために、公園に設置されている、ピクニック用テーブル

ピクニックでは、地面にマットを敷くなどして座って食事をしてもよいし、簡略化した椅子やテーブルを設置して食事をしてもよい。また簡単な椅子やテーブルが、あらかじめ行楽地などに設置がある場合は、それを利用してもよい（ピクニックシートの持参も省ける）。
持参する料理（食品）は、運びやすいものが好まれる。食事の場所に、電車と徒歩を組み合わせて行くにせよ、自動車と徒歩の組み合わせで行くにせよ、ピクニックの参加者が手に持って運ぶからである。自宅の食事では、皿の上に汁がたっぷりの料理が盛られたり、出来立てのアツアツの料理が食べられることが多い。ピクニックでは汁たっぷりの料理は避けられ、「出来立てでなくて、さめても、かなりおいしい料理」というものが選ばれる。飲み物は水筒などに入れて持参することが一般的である。
フランスなどでは、サンドイッチにする場合、食材を持参しておいて食事の場でサンドイッチを作る人もいる。たとえばバゲット（長いフランスパン）あるいはバタール（中程度の長さのもの）あるいはパン・ド・カンパーニュのいずれかと、肉類、ジャンボン（ハム）類、パテ類、フロマージュ（チーズ）類、野菜類などを容器に入れて運ぶ。食事の場でナイフでパンを切り、その場で各人の好みに応じてパテを塗ったり、肉類や野菜をはさんでサンドイッチに仕立てる、という方法である。こうすると運ぶ途中でパンがビショビショになったりせず美味しいからである。フランス人はワインが大好きで、ワインを持参することもかなり一般的である。スープやコーヒーを魔法瓶に入れて持参する人もいる。
かつてはピックニックで使うカトラリー類や皿類を運ぶのにも、食べ物を運ぶ容器にも苦労した。運ぶ時も、大きなバスケットに入れて、水平を保ち運んだ。20世紀後半に樹脂製密閉容器（いわゆる「タッパーウェア」）類が普及してから、容器関連の苦労は減った。水っぽい食材や料理でも、タッパーウェア類に入れれば良い、ということになり、（多少ナナメにしても良いので）リュックで運ぶことも可能になった。